# Stanisław Ludkewycz
Stanisław Pyłypowycz Ludkewycz (ukr. Станісла́в Пили́пович Людке́вич, ur. 24 stycznia 1879 w Jarosławiu, zm. 10 września 1979 we Lwowie) – ukraiński kompozytor, muzykolog, pedagog, badacz folkloru.
Ukończył filozofię na Uniwersytecie Lwowskim. Od 1901 pracował jako nauczyciel, m.in. we Lwowie (Ukraińskie gimnazjum akademickie we Lwowie) i w Przemyślu (ukraińskie gimnazjum w Przemyślu). Był jednym z organizatorów Wyższego Instytutu Muzycznego im. Łysenki we Lwowie, w latach 1912–1915 jego dyrektorem.
Jego dziadkiem był ksiądz dziekan Ołeksij Giżowski.

## Odznaczenia
- Złoty Medal „Sierp i Młot” Bohatera Pracy Socjalistycznej (23 stycznia 1979)
- Order Lenina (23 stycznia 1979)
- Order Czerwonego Sztandaru Pracy (25 listopada 1949)
- Order Przyjaźni Narodów (20 grudnia 1974)
- Order „Znak Honoru” (30 czerwca 1951)[1]

I medale.

## Literatura
- Енциклопедія українознавства, Lwów 1993, t. 4, s. 1394-1395

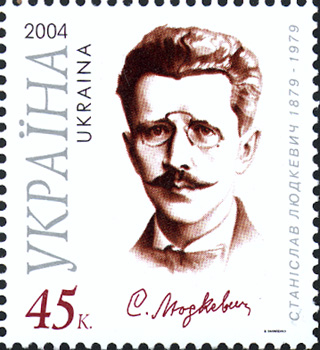
Stanisław Ludkewycz na znaczku Poczty Ukrainy